# 鍾雲舫
鍾雲舫（1847年—1911年)，名祖棻，字雲舫，号铮铮居士，以字行，四川省重慶府江津縣人，清末廪生，长期从事教職，生平剛正不阿。诗文甚工，善對联，约有一千八百聯傳世，最长者达1612字（《拟题江津县临江城楼联》），號稱“江津才子”、“长联圣手”。有《振振堂文集》。

## 簡介
雲舫見歐洲富強，在四川開設西學私塾，讲授漢文、英语、法语、数学、物理、化学，开新学之先。
1894年，嘲諷江津縣令朱錫藩愛好北里之遊，以對聯「朱以牛变人，遭瘟怪道不通人性；蕃本番上草，杂种长成这样草包。」辱之，朱錫藩認為是人身攻擊，憤而報復，去其廩米，又勒令其私塾停業，從此流落成都。
1902年四川大旱。江津县令武文源卻趁機加稅，雲舫與孝廉张泰阶等人，聯名上訪四川总督轅門。署理总督岑春煊大怒，將武文源革职。
後來武文源報復，買通重庆知府张铎，以雲舫詩文「妖言惑众，播乱民心」為理由，興文字獄，將之禁錮。後得士紳與其弟子幫助，三年後才出獄。一說是後任四川總督锡良愛才，因而釋之。
1911年，贫病而死，葬于江津縣灯油坪，年六十四。